# Имсбах
Имсбах (нем. Imsbach) — община в Германии, в земле Рейнланд-Пфальц. 
Входит в состав района Доннерсберг. Подчиняется управлению Виннвайлер.  Население составляет 935 человек (на 31 декабря 2010 года). Занимает площадь 8,89 км².